# Autodrom Jastrząb
Autodrom Jastrząb to tor treningowo-szkoleniowy położony 20 km na południe od Radomia w gminie Jastrząb. Zbudowany w 2013 jest jednym z najnowszych i najnowocześniejszych Ośrodków Doskonalenia Techniki Jazdy w Polsce.

## Parametry
Główny tor posiada asfaltowo-szutrową nawierzchnię o długości 2400 metrów; całkowita długość toru to 3500 metrów, a w najwęższym miejscu na trasie tor ma szerokość 10 metrów. Łącznie, Autodrom Jastrząb zajmuje powierzchnię ponad 20 hektarów.
Tor dostępny jest zarówno dla samochodów jak i motocykli. Organizowane są na nim zarówno szkolenia jak i eventy motoryzacyjne.
Oprócz samego toru, Autodrom Jastrząb zawiera również sieć zabudowań, mieszczących centrum administracyjne, centrum rozwojowo-badawcze, salę konferencyjną, salę restauracyjną na 400 osób oraz hotel mieszczący 24 pokoje.